# Anna Jane Casey
Anna-Jane Casey (Salford, 15 febbraio 1972) è un'attrice teatrale, cantante e ballerina britannica, nota soprattutto nell’ambito del teatro musicale del West End.
Tra le sue numerosi apparizioni sulle scene del West End si ricordano: Joseph and the Amazing Technicolor Dreamcoat (1991), Grease (1993), Chicago (2000), Sunday in the Park with George (2006), Company (2011), Billy Elliot (2013), Mack and Mabel (2015) e Cabaret (2021).